# Bernard Lovell
Alfred Charles Bernard Lovell (31 de agosto de 1913 - 6 de agosto de 2012) fue un físico y radioastrónomo inglés. Fue el primer director del Observatorio Jodrell Bank, de 1945 a 1980.

## Biografía
Nació en Oldland Common, Bristol. Entre sus pasatiempos e intereses de la niñez se incluyen el cricket y la música, sobre todo el piano. Asistió a la escuela secundaria de Kingswood, ahora King's Oak Academy.
Lovell estudió física en la Universidad de Bristol, donde obtuvo un doctorado en 1936 en la conductividad eléctrica de las películas delgadas. En este tiempo también recibió clases de Raymond Jones, profesor en la Escuela Técnica de Bath y del organista Bath Abbey más tarde. El órgano de iglesia fue uno de los principales amores de su vida, aparte de las ciencias. Trabajó en el equipo de investigación de rayos cósmicos en la Universidad de Mánchester hasta el estallido de la Segunda Guerra Mundial, durante la cual trabajó para el Instituto de Investigación de Telecomunicaciones (TRE) el desarrollo de los sistemas de radar que se instalan en los aviones, entre ellos, el H2S, por el que recibió una Orden del Imperio Británico en 1946.
Trató de continuar sus estudios de rayos cósmicos con una unidad de radar detector de exmilitares, pero sufrió la interferencia de fondo de los tranvías eléctricos en Mánchester Oxford Road. Él trasladó su equipo a un lugar más remoto, uno que estaba libre de interferencias eléctricas, y donde se estableció el Observatorio Jodrell Bank, cerca de Goostrey en Cheshire. Se trataba de un puesto de avanzada del departamento de Botánica de la Universidad. En el curso de sus experimentos, fue capaz de demostrar que se pueden obtener ecos de radar de las lluvias de meteoros durante el día cuando entran en la atmósfera de la Tierra e ionizan el aire circundante. Con financiación de la universidad, construyó el radiotelescopio orientable más grande del mundo en ese momento, que ahora lleva su nombre - el Telescopio Lovell. Más de 50 años después, sigue siendo un radiotelescopio productivo, ahora operados en su mayoría como parte de la MERLIN y VLBI, matrices europeas de red de interferometría de radiotelescopios.
En 1958, Lovell fue invitado por la BBC para ofrecer las conferencias de Reith anuales, una serie de seis programas de radio llamado El individuo y el Universo, en el que examinó la historia de la investigación sobre el sistema solar y el origen del universo.
En 1959, fue invitado a pronunciar la conferencia MacMillan Memorial a la Institución de Ingenieros y constructores navales en Escocia. Eligió "Radioastronomía y la estructura del Universo" como tema.
Lovell fue nombrado Caballero del Imperio Británico en 1961 por sus importantes contribuciones al desarrollo de la radioastronomía, y tiene una escuela secundaria que lleva su nombre en Oldland Common, Bristol, que inauguró en persona. Un edificio en el sitio de Qinetio en Malvern también lleva su nombre.

## Premios
- 1946 — Oficial de la Orden del Imperio Británico;
- 1960 — Medalla Royal;
- 1961 — Knighthood;
- 1967 — Grado Honorífico (Doctor of Science), Universidad de Bath;[19]
- 1969 — Medalla Lorimer de la Sociedad Astronómica de Edimburgo;
- 1980 — Medalla Benjamin Franklin;
- 1981 — Medalla de oro de la Real Sociedad Astronómica.